# Фёдорова, Кристина Валерьевна
Кристина Валерьевна Фёдорова (17 августа 1993, Тольятти, Самарская область) — российская футболистка, вратарь клуба «Крылья Советов».

## Биография
Воспитанница клуба «Лада» (Тольятти), первый тренер — Разия Нуркенова. В составе сборной Самарской области становилась бронзовым призёром первенства России среди девушек.
На взрослом уровне дебютировала в высшей лиге России в сезоне 2011/12 в составе краснодарской «Кубаночки», сыграв 11 матчей. В дальнейшем ещё несколько лет числилась в составе клуба, но больше на поле не выходила.
В 2015—2016 годах играла в составе клуба «Дончанка» (Азов) в первой лиге, становилась победителем турнира. На следующий год провела 9 матчей в составе «Дончанки» в высшей лиге. В 2018 году выступала за московский «Локомотив», но не была основным вратарём и вышла на поле только в трёх матчах. В 2019 году вернулась в «Дончанку».
Перед началом сезона 2020 года стала игроком новосозданного санкт-петербургского «Зенита», который должен дебютировать в чемпионате России. В сезоне 2020 года была третьим вратарём клуба и ни разу не вышла на поле. В 2021 году перешла в состав дебютанта высшей лиги «Ростов», где была основным вратарём вплоть до конца сезона 2023, после чего перешла в «Крылья Советов».
Выступала за молодёжную сборную России. В 2018 году вызывалась в расширенный состав национальной сборной.